# 五星主廚快餐車
是一部於2014年上映的美國喜劇劇情電影，由強·法夫洛編劇、製片及執導，強·法夫洛、索菲娅·维加拉、約翰·李昆薩默、史嘉蕾·喬韓森、奥利弗·普莱特、波比·簡拿威、德斯汀·荷夫曼、小勞勃·道尼與安傑·安東尼等人 主演。法夫洛飾演一名洛杉磯的主廚，在與美食評論家發生公開的衝突後，从洛杉矶一家人气很旺的餐厅辞职，返回老家邁阿密裝修餐車。他與前妻重新联系，邀請兒子一同開著餐車回到洛杉磯，并於沿途的各個城市販賣古巴三明治。
法夫洛在執導了多部大預算電影之後，完成了該片的劇本，希望能夠「反璞歸真」，製作與烹飪有關的電影。餐車的老闆兼廚師羅伊·崔為該片的聯合製片人，並負責監督所有的菜單，以及張羅片中的所有食材的准备。主要攝影始於2013年7月，拍攝地點位在洛杉磯、迈阿密、奧斯汀、新奥尔良等地。《滋味旅程》於2014年3月7日在西南偏南（SXSW）首映，並在5月9日由开路影业於美國發行。電影的全球票房超過4,500萬元，並收穫影評人的普遍好評，所獲讚譽多指向法夫洛的導演功力、劇本、故事及演員的表現。

## 劇情
邁阿密出生的卡爾·賈斯柏（強·法夫洛 飾）是加利福尼亞州布倫特伍德的廚師。餐廳老闆里瓦希望卡爾繼續烹煮令人厭煩的「經典料理」，而不是創新的菜餚。另一方面，卡爾與正值青春期的科技通兒子波西（安傑·安東尼 飾）和富有的前妻伊妮姿（蘇菲亞·薇格拉 飾）之間关系紧张。
當卡爾有機會向前來品评的著名評論家及部落客拉姆西·米歇爾（奥利弗·普莱特 飾）展現自己的創意才華時，里瓦（德斯汀·荷夫曼 飾）要求他按照原菜單做料理。卡爾不得不讓步，结果得到負面的評價。在推特上，卡爾因該評价而發文對拉姆西進行侮辱，但未曾想到他的言論是公開的，因而吸引了大批的推特追隨者。卡爾推出了一份新菜單，受到后厨员工的喜愛，因此發文邀請拉姆西再次前來品嘗。然而，里瓦再次要求卡爾照原菜單做菜，卡爾憤而辞职离去。回到家中，他根據原先打算呈現給拉姆西的菜單做出了料理。卡爾的助手临时顶替卡爾成為主廚，但卻连最普通的菜肴都做不好。拉姆西再次發布對卡爾的負面評論，使得卡爾回到餐廳，當眾怒斥拉姆西。
卡爾崩潰斥責拉姆西的影片在網路上爆紅，导致卡爾的形象大損。茉莉（史嘉蕾·喬韓森 飾）和伊妮姿鼓勵他經營一輛餐車。卡爾接受了伊妮姿的邀約前往邁阿密，並在那裡與波西花了一段時間，重拾對古巴菜餚的熱愛。伊妮姿的前夫馬文（小勞勃·道尼 飾）為他提供了一輛破舊的餐車，卡爾勉強接受下來。他還發現，在與馬文離婚後，伊妮姿和馬文仍繼續相處了一段時間，這令卡爾有點生氣。后来卡爾再度成為了一名熱情洋溢的主廚。他的朋友馬丁（約翰·李昆薩默 飾）辭去了他升遷的餐廳職位，與卡爾一同經營餐車。
三人開著餐車遊遍美國各地後回到洛杉磯，供應優質的古巴三明治與木薯薯條。波西利用社交網站（Twitter）来推廣餐車的方式，使得餐車在紐奧良和德克薩斯州的奧斯丁大受歡迎。餐車的特色在於每日所供應的餐點都是用當地的食材所烹飪而成，如牡蠣窮孩兒三明治和燒烤牛腩。
回到洛杉磯，卡爾意識到他與兒子的關係很重要，於是讓波西在週末和假期來協助經營餐車。拉姆西來光顧餐車時解釋說，他之所以會撰寫負面評論，是因為他知道卡爾的創造力不應該局限於那家一成不变的餐廳。拉姆西離去時提議，希望卡爾能來他資助的一家新餐廳擔任主廚。6個月後，這家新餐廳被包場下來，用来舉辦卡爾與伊妮姿再婚的婚禮。

## 角色
- 強·法夫洛 飾 卡爾·賈斯柏[6]
- 索菲娅·维加拉 飾 伊妮姿[6]
- 安傑·安東尼 飾 波西[6]
- 約翰·李昆薩默 飾 馬丁[6]
- 史嘉蕾·喬韓森 飾 茉莉[6]
- 奥利弗·普莱特 飾 拉姆西·米歇爾[6]
- 波比·簡拿威 飾 東尼[6]
- 艾米·塞德麗絲（英语：Amy Sedaris） 飾 珍[6]
- 德斯汀·荷夫曼 飾 里瓦[6]
- 小勞勃·道尼 飾 馬文[6]
- 罗素·彼得斯 飾 邁阿密警員[6]
- 喬許·卡瑞達德·海南德茲（佩瑞科） 飾 阿伯伊里托[6]

## 製作

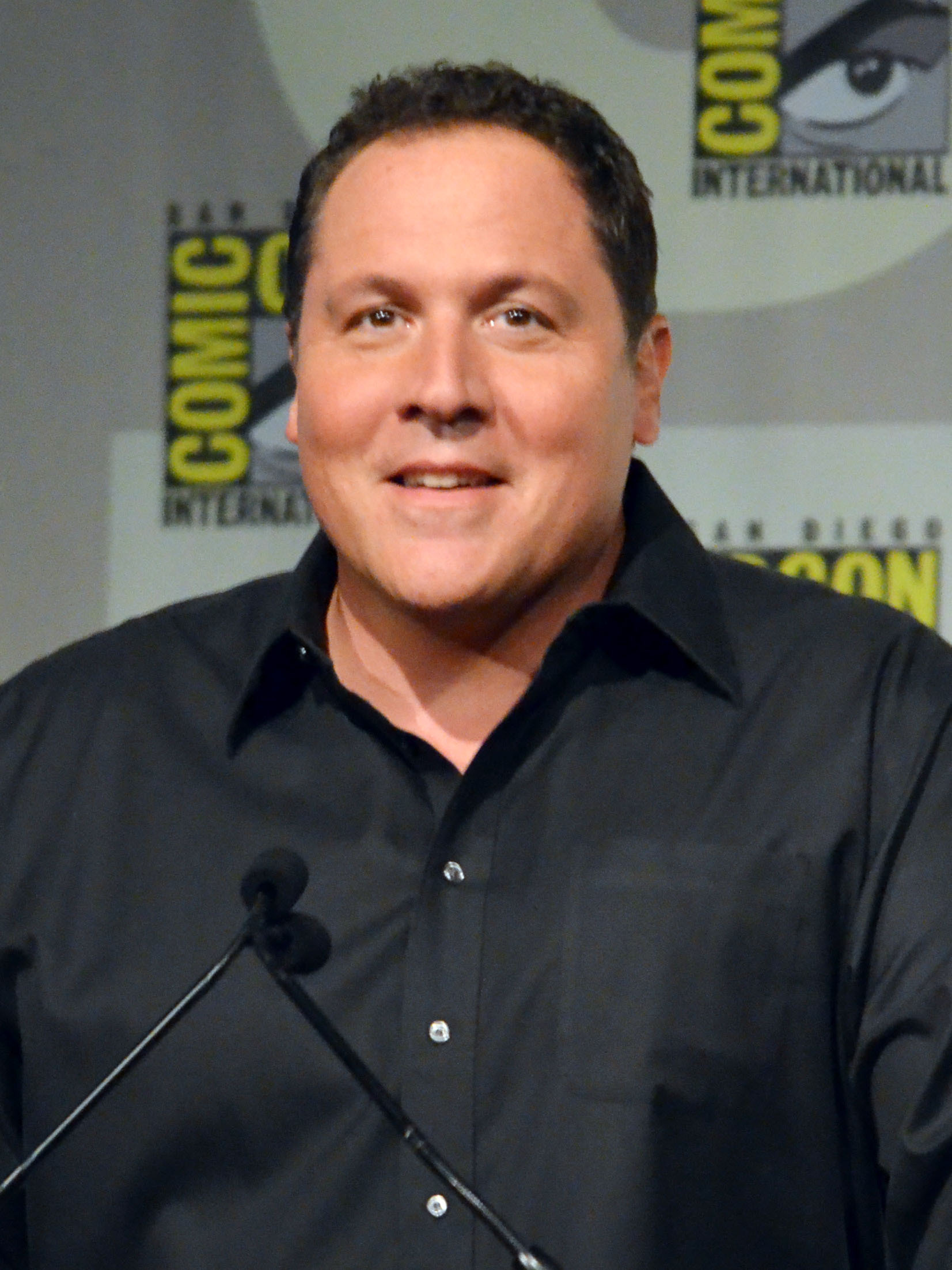
強·法夫洛身兼《五星主廚快餐車》的編劇、導演及主演

### 概念
身兼編劇、導演與主演的強·法夫洛，用了約兩個星期完成劇本。拍攝有關烹飪與廚師的電影是他長久以來的夢想，他認為比起那些大預算的電影，這樣的題材更適合小規模的獨立電影。他以《寿司之神》（2011年）、《飲食男女》（1994年）與《狂宴》（1996年）這類有關烹飪、美食的電影作為靈感來源。
劇本雜揉了法夫洛的真實人生，為半自傳式劇情。和电影很像，法夫洛自己也是一位忙於事業的父親，且同樣来自一个「破碎的家庭」。法夫洛也以他擔任導演的身分與片中由法夫洛飾演的廚師長來做出比較，他用一種「反璞歸真」的心態，從執導主流電影退而製作獨立電影，並創造了《五星主廚快餐車》這樣的小成本電影，就如同片中主角辭去知名餐廳的工作，退而在快餐車上工作一樣。
法夫洛與Kogi Korean BBQ餐車的創始人兼餐廳老闆羅伊·崔取得聯繫，邀請他擔任該片的顧問；崔在之後成為電影的聯合製片人。在電影的前製階段，法夫洛在廚藝學校短暫受訓後，曾隱藏身分在崔的餐廳裡工作，擔任崔的廚房下手。崔負責監督所有片中的菜單，並選擇古巴三明治來當做電影劇情的核心部分。

### 選角
除了法夫洛之外，最初公布的主要演員包含索菲娅·维加拉、約翰·李昆薩默與波比·簡拿威。2013年5月，據報導，曾與法夫洛合作過《鋼鐵人》系列電影的小勞勃·道尼加盟了劇組。随后，史嘉蕾·喬韓森與德斯汀·荷夫曼也加入了剧组。法夫洛認為，該片的選角是最大的成功因素，為他提供了「無比的信心」；他特別對年僅10歲的童星演員安傑·安東尼拍片時的表現印象深刻。

### 拍攝
該片的主體攝影於2013年7月在洛杉矶開始。隨後，拍攝作業移至迈阿密、奧斯汀與新奥尔良進行。法夫洛之所以選擇在這些城市取景，是因為它們全都「充滿了豐富的美食與音樂文化」。其中較著名的取景地點，包含邁阿密的凡爾賽餐廳、楓丹白露酒店與小哈瓦那的古巴餐廳。在紐奧良拍攝時，部分場景在法国区的世界咖啡馆攝影。劇組於奧斯汀的取景地點包含富蘭克林燒烤及南方國會。片中所有烹調的菜餚，都會在拍攝結束後由全體演員與工作人員共同享用。

## 原聲帶
米蘭唱片於2014年5月6日發布了《五星主廚快餐車》的原聲帶，比電影在美國上映還早了三天。該原聲帶涵蓋了拉丁爵士樂、紐奧良爵士樂以及藍調，其分別為片中邁阿密、紐奧良和奧斯丁場景中的背景音樂。電影中使用的歌曲及音樂為音樂總監馬修·施瑞艾爾所挑選，其餘的電影配樂則由萊爾·沃克曼譜寫。
| 曲目列表 | 曲目列表                                              | 曲目列表                             | 曲目列表 |
| 曲序     | 曲目                                                  | 演出者                               | 时长     |
| -------- | ----------------------------------------------------- | ------------------------------------ | -------- |
| 1.       | I Like It Like That                                   | 彼特·羅德里奎茲                      | 4:25     |
| 2.       | Lucky Man                                             | 寇特尼·約翰                          | 3:16     |
| 3.       | A Message to You, Rudy                                | 葛蘭特·菲巴、卡爾頓·李文斯頓與獨行俠 | 5:50     |
| 4.       | Cavern                                                | Liquid Liquid                        | 5:17     |
| 5.       | C.R.E.A.M                                             | 艾爾·麥克·艾菲爾                     | 2:54     |
| 6.       | Hung Over                                             | The Martinis                         | 2:07     |
| 7.       | Que Se Sepa                                           | 羅伯托·羅納                          | 3:14     |
| 8.       | Ali Baba                                              | 路易·拉米雷茲                        | 4:16     |
| 9.       | Homenaje al Benny（Castellano Que Bueno Balia Usted） | Gente de Zona                        | 4:00     |
| 10.      | Mi Swing Es Tropical                                  | 威爾·霍蘭德與尼克德莫斯              | 3:56     |
| 11.      | Bustin' Loose                                         | 再生銅管樂團                         | 3:55     |
| 12.      | Sexual Healing                                        | Hot 8銅管樂團                        | 4:59     |
| 13.      | When My Train Pulls In                                | 小蓋瑞·克拉克                        | 7:13     |
| 14.      | West Coast Poplock                                    | 羅尼·哈德森                          | 5:29     |
| 15.      | Oye Como Va                                           | 佩瑞科·海南德茲                      | 4:06     |
| 16.      | La Quimbumba                                          | 佩瑞科·海南德茲                      | 6:05     |
| 17.      | One Second Every Day                                  | 萊爾·沃克曼                          | 2:22     |

榜單
| 榜單（2014年）                 | 最高 排位 |
| ------------------------------ | --------- |
| 澳大利亞專輯榜（ARIA）         | 96        |
| 西班牙（PROMUSICAE專輯榜）     | 94        |
| 美國《告示牌》二百強專輯榜     | 160       |
| 美國獨立專輯榜（《告示牌》）   | 22        |
| 美國原聲帶專輯榜（《告示牌》） | 5         |

## 上映
《五星主廚快餐車》於2014年3月7日以開幕片的身分在西南偏南（SXSW）首映，法夫洛、李昆薩默、安東尼與普雷特皆出席了首映典禮。隨後，電影在4月份於翠貝卡電影節上進行放映。8月19日，開路影業宣布，該片將會在8月29日美國勞動節時重新在全國廣泛發行，上映劇院數會從100家增加為600至800家。電影的藍光及DVD版本於9月30日發布。

## 反響

### 評價
爛蕃茄上收集的174篇專業影評文章中，有150篇給予該片「新鮮」的正面評價，「新鮮度」為86%，平均得分6.8分（滿分10分）。該網站的共識性評價寫道「《五星主廚快餐車》的迷人演員及犀利、有趣的劇本為其增添了足夠的笑料，使這部令人愉悅的喜劇成了更加夠味的饗宴——前提是你得先熟悉它」。而基於另一影評匯總網站Metacritic上的36篇評論文章中，有25篇予以好評，2篇差評，9篇褒貶不一，平均分為68（滿分100），綜合結果為「普遍良好的評價」。
《滾石》的彼得·崔維斯給予電影3.5顆星（滿分4星）的評價，將其描述為「一個巧妙的驚喜和非凡的禮物」及「令人發笑、動容且不時對現實世界進行尖酸諷刺的清爽娛樂」。《波士頓環球報》的泰·布爾也打出了3.5顆星（滿分4星）的分數；認為電影「有趣且真誠」，儘管它有著不可否認的缺點，但優點「壓過了火候不足的部分」。《芝加哥太陽報》的理察·羅珀對《五星主廚快餐車》的評分為3顆星（滿分4星），認為其「有趣、古靈精怪且富洞察力」，但同時也注意到些許部分缺乏劇情及角色的發展。《洛杉磯時報》的蓋瑞·哥德斯坦稱讚了「優秀的配角演員」及新穎的劇本，如家庭互動方面的表現。
不過有些影評人給出的評價並不大正面。《綜藝》雜誌的喬·蘭登發覺該片的劇情可被預料且節奏緩慢，並指出「旅行本身远不只有那些令人愉快、让人开怀大笑的东西」。《華盛頓郵報》的麥克·歐蘇利文給予電影3.5顆星（滿分4星）的評價，察覺其「使人打從心靈深處感到心滿意足」，並盛讚片中「不可思議」的攝影技巧、「多采多姿的配角演員」及來自「帶諷刺意味的」的犀利笑點。《舊金山紀事報》的米克·拉塞勒認為，《五星主廚快餐車》是法夫洛迄今最佳的電影作品，並稱讚法夫洛和安東尼之間「自然并令人信服」的火花，及由大咖演員飾演小角色的特點。《今日美國》的史考特·鮑爾斯打出了3.5顆星（滿分4星）的分數，稱該片為「一道細緻的配菜」及「一部細火慢熬的電影」，並表示「《五星主廚快餐車》是年初最為溫馨的電影之一」。《Wide Lantern》的肯·崔注意到了結構上的問題，但承認「我在看電影下半段時，我的淚水不曾停下來過。我為法夫洛的角色正在做他所想做之事而喜極而泣」。《偏鋒雜誌》的影評人克里斯·卡賓對《五星主廚快餐車》的評分僅有1.5顆星（滿分4星），批評該片缺乏真實感和可信度。《鄉村之音》的艾米·尼科爾森認為，該片的劇情不合情理。IndieWire的艾瑞克·科恩對《五星主廚快餐車》表達了看法，「法夫洛沒有貫徹任何主題或想法」。

### 票房
電影於2014年5月9日開始在美國發行，最初僅在6家劇院有限上映。劇院數量在6月的上旬及中旬達到巔峰，最多時共有1,298家劇院放映該片。截至8月17日，美國票房總計為2,930萬美元。
於美國以外，《五星主廚快餐車》在澳洲（280萬美元）、英國（260萬美元）與西班牙（收入逾100萬美元）的票房表現最佳。總體而言，電影於美國以外地區所進帳的票房將近1,500萬美元。

## 外部連結
- 互联网电影数据库（IMDb）上《五星主廚快餐車》的资料（英文）
- Box Office Mojo上《五星主廚快餐車》的資料（英文）
- 爛番茄上《五星主廚快餐車》的資料（英文）
- Metacritic上《五星主廚快餐車》的資料（英文）
- 豆瓣电影上《五星主廚快餐車》的資料 （简体中文）